# Alfa,bèta-onverzadigde carbonylverbinding

Structuurformule van butenon, een alfa,bèta-onverzadigde carbonylverbinding.

α,β-onverzadigde carbonylverbindingen zijn carbonylverbindingen die geconjugeerd zijn met één of meerdere pi-bindingen. Ze hebben als algemene structuur Cβ=Cα−C=O.

## Synthese
α,β-onverzadigde carbonylverbindingen kunnen bereid worden via de aldol-reactie en de Perkin-reactie.

## Reactiviteit
Wegens de specifieke structuur hebben alfa,bèta-onverzadigde carbonylverbindingen een reactiviteit die enigszins afwijkt van de normale carbonylverbindingen. Zo kunnen ze, afhankelijk van het reagens en de reactieomstandigheden, zowel nucleofiele additie ondergaan op de carbonylkoolstof zelf (1,2-additie) als op de β-koolstof. Dit laatste wordt een nucleofiele geconjugeerde additie of 1,4-additie genoemd. De Michael-additie is een voorbeeld van een 1,4-additie.
In vergelijking met gewone alkenen is de dubbele koolstof-koolstofbinding gedesactiveerd tegenover elektrofiele additie en geactiveerd tegenover nucleofiele additie wegens het elektronenzuigend effect van de carbonylgroep.

## Voorbeelden
- Acroleïne
- Acrylzuur
- Butenon
- Foron (een voorbeeld van een dubbele alfa,bèta-onverzadigde carbonylverbinding)
- Methylmethacrylaat
- Maleïnezuur
- Fenonen zoals acetofenon
- Enonen zoals mesityloxide